# チャールズ・ブロンソン
チャールズ・ブロンソン（Charles Bronson, 1921年11月3日 - 2003年8月30日）は、アメリカ合衆国出身の俳優。

## プロフィール

### 生い立ち
ブロンソンはチャールズ・デニス・ブチンスキー（Charles Dennis Buchinsky, リトアニア語: Karolis Dionyzas Bučinskis）として、1921年11月3日にペンシルベニア州エーレンフェルドでドルスキニンカイからのリトアニア移民家庭に15人兄弟の5男として生まれた。ブロンソンの母語はリトアニア語であった。彼はポーランド・リトアニア共和国内に定住したテュルク系のリプカ・タタール人の血筋を引き、その容貌のためアジア系またはメキシコ系やメスティーソのように思われた。そのため、ブロンソンは後にメキシコ人やインディアンの混血役をしばしば演じていた。
炭坑夫の父はブロンソンが10歳のときに死去し、ブロンソンは兄たちとともに炭坑に入り、石炭を1トン掘るごとに1ドルを得た。伝えられるところによれば、家庭は大変貧しかったため、学校へは妹の服を借りて通ったという。
エリック・プレストンによって書かれた伝記『Charles Bronson: From West To Best』では、アメリカの第二次世界大戦への参戦（1941年12月）後に徴兵されアメリカ陸軍航空隊に入ったとされるが、公式の記録では、1943年に陸軍航空隊を志願し、ボーイングB-29に搭乗したという。日本の本土空襲にも参戦している。最終階級は伍長だった。

### 俳優デビュー
第二次世界大戦終了後の1946年に軍を除隊。美術学校に入学する。ここで舞台の裏方となり、エキストラも経験し芝居に目覚めていく。1948年に友人とともにニューヨークに行き、本格的に演技を学ぶ。生活は苦しく、レンガ職人やウェイター、風変わりな仕事などをしながら舞台に端役として出演するようになる。その後1950年にハリウッドに移り、ロサンゼルス近郊パサデナの劇場兼俳優養成校 パサディナ・プレイハウス で本格的に演技を勉強する。
1951年『The People Against O'Hara』で映画デビュー。当時は本名「Buchinsky」を名乗っていたが、その後「Buchinski」に改名。さらに冷戦を受けてハリウッドに「赤狩り旋風」が巻き起こったことから、当時共産主義圏であった東欧風の響きを持つ名前を避けて、映画『太鼓の響き』からチャールズ・ブロンソンを名乗るようになった。

### 映画スター

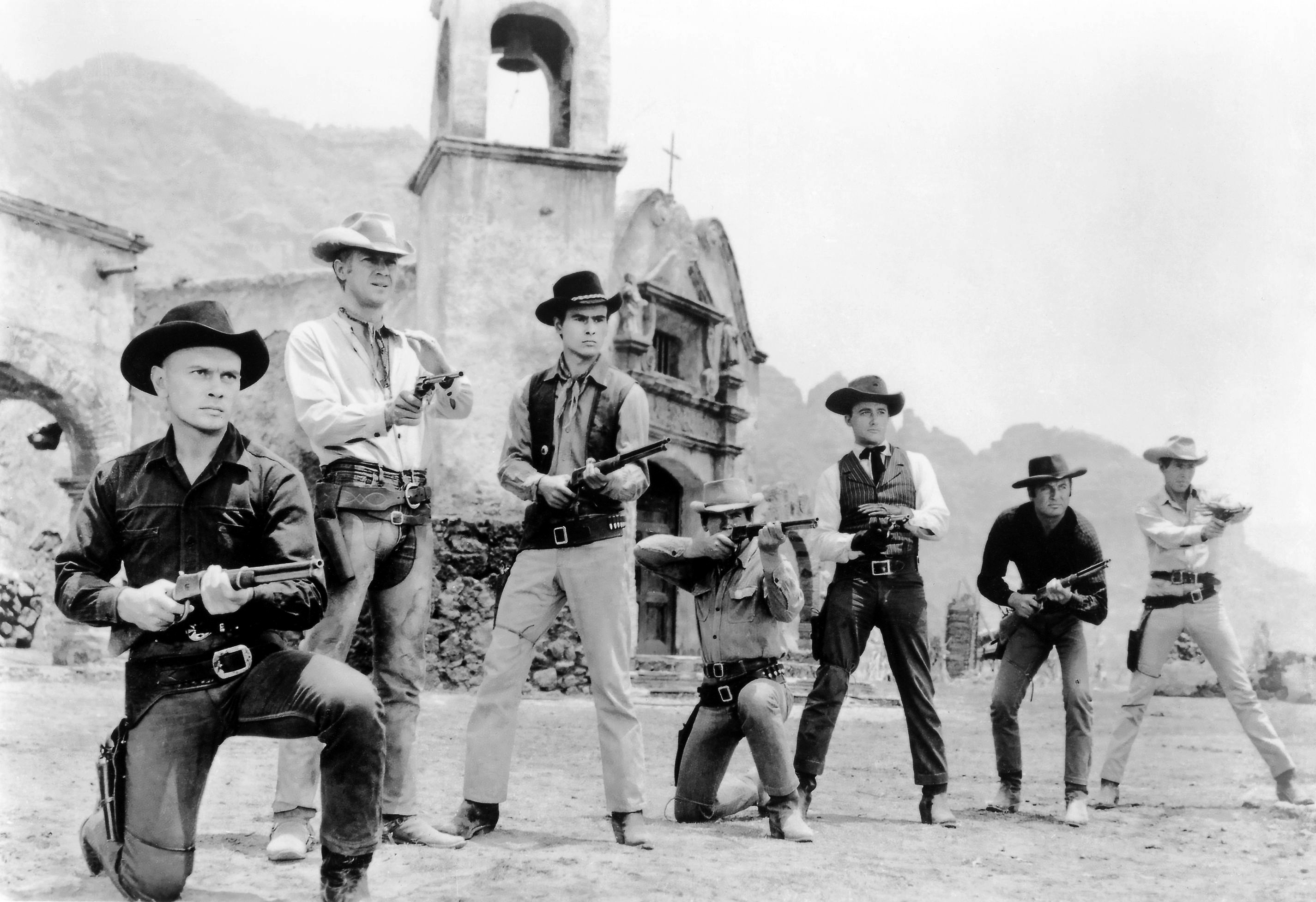
『荒野の七人』（1960年）

実在の強盗犯マシンガン・ケリーの半生を描いた1958年の『機関銃（）ケリー』で主役に抜擢された。さらに『荒野の七人』（1960年）や『大脱走』（1963年）などのヒット作に出演し、共に男臭い風貌と巧みな演技が人気を呼んで俳優としての地位を確立。
その後は『さらば友よ』や『雨の訪問者』、『レッド・サン』などアメリカ国外で制作された映画作品への出演で押しも押されもせぬ国際映画スターの仲間入りを果たした。また1970年の『狼の挽歌』では愛する女性を狙撃する男の悲しみを演じきった。この映画でもジル・アイアランドが出演しているが、ブロンソンの映画にはジルが出演することが恒例となっていた。1972年の『バラキ』では、フランス人俳優リノ・バンチュラを招き、実在のマフィアを演じた。『ゴッドファーザー』の大ヒットに刺激されて制作された映画だったが二番煎じとはならず、ブロンソンの好演と作品のレベルの高さで好評だった。75年のウォルター・ヒル監督『ストリートファイター』も人気作品となった。また、ブロンソンは『狼よさらば』を皮切りに、デスウィッシュ・シリーズ（「狼よさらば」シリーズ）に主演して人気を不動のものとした。
苦労人として独特の個性と演技力を活かし、アクション作品を中心に数多くの作品がアメリカ、ヨーロッパ、日本をはじめ世界各国で上映された。

### プライベート
私生活では、1949年、女優ハリエット・テンドラーと結婚したが、1967年に離婚。翌1968年、ジル・アイアランドと再婚して多数の作品で共演。1990年にジルが先に乳癌で亡くなり、ブロンソンも俳優業からの引退を宣言したが、のちに復帰し、以降はテレビドラマを中心に活動した。1998年にFamily of Copsシリーズで共演したキム・ウィークスと再婚。

### 死去
後年、アルツハイマー病を発症。病との闘いの末、2003年8月30日に肺炎で死去。81歳没。なお、死後の2004年に公開された『キル・ビル2』のエンドクレジットにはブロンソンを尊敬するクエンティン・タランティーノ監督により「R.I.P. Charles Bronson（チャールズ・ブロンソン。安らかに眠ってください）」との言葉が挿入されている。

## 日本でのブロンソン

### 「男の世界」
日本では、ブロンソンは1970年に男性用化粧品メーカー「丹頂」の化粧品「マンダム」のテレビCM（大林宣彦演出）に出演した。撮影費は2000万円、ブロンソンへのギャラは3万ドル（約1000万円）であった。バックの音楽は、ポップ・カントリー・シンガー、ジェリー・ウォレス歌唱の「男の世界」（原題は”LOVERS OF THE WORLD”）が使用され、日本独自のヒットとなった。ブロンソンの起用を提案したのは、民放テレビが頭の上がらない大手広告代理店の社員で、以前から彼に着目していた。野性的な風貌のブロンソンを起用し、男らしさを前面に押し出したのは、逆転の発想であった。当初、キャンペーンに当たったスタッフは周囲から猛批判を受けたという。撮影は、アリゾナ州の砂丘とユタ州のモニュメント・バレー、ならびに、ハリウッドのスタジオで行われた。ブロンソンが顎をなでながら放った「う〜ん、マンダム」のセリフは日本で大流行し、子供まで真似をするほどだった。マンダムの商品知名度は発売直後に急激に上昇した。
丹頂は1933年に創業だったが、1960年代には経営不振に陥っていた。しかしマンダムの爆発的ヒットによって年商は2年で倍増し危機を脱した。翌年の1971年には社名を「マンダム」へと変更する。拳銃さばきを披露するCMではブロンソンは上手く撃てず、拳銃さばきの上手い大林宣彦がブロンソンに教え、ファニングをやらせたという。なお、マンダム社はブロンソンの葬儀の際に献花をしている。

### ポップ・カルチャー
映画界、マスコミ界にファンが存在する。1994年にはブロンソンの持つ男気に憧れた漫画家のみうらじゅんと俳優の田口トモロヲがユニット「ブロンソンズ」を結成、雑誌「STUDIO VOICE」で「ブロンソンに聞け」という連載を持ち、その後、連載をまとめた『ブロンソンならこう言うね〜マニア・カルト一生相談〜』を上梓した。
メジャーリーグの投手であるブロンソン・アローヨも、ファンだった父親がブロンソンのようなタフガイになってほしいとの願いで命名している。
また『北斗の拳』の原作者である武論尊の名はブロンソンに由来している。手塚治虫の『ブラック・ジャック』などでもそのパロディキャラクターが登場した。アニメ映画『クレヨンしんちゃん 嵐を呼ぶ!夕陽のカスカベボーイズ』は西部劇へのオマージュ作品で、劇中に『荒野の七人』出演時のユル・ブリンナー等と共にブロンソンも登場する。『浦安鉄筋家族』では、ブロンソンのそっくりさん「行徳のブロンソン」が登場し、ジェームズ・コバーン風の「船橋のコバーン」や、ジュリアーノ・ジェンマを模した「東陽町のジェンマ」らとともに何度も登場した。『サザエさん』では、磯野波平がブロンソンを真似て髭を蓄えるシーンがある。

## 主な出演作
| 公開年    | 邦題 原題                                                        | 役名                                      | 備考                                                         | 吹き替え                                                                            |
| --------- | ---------------------------------------------------------------- | ----------------------------------------- | ------------------------------------------------------------ | ----------------------------------------------------------------------------------- |
| 1952      | 赤い空 Red Skies of Montana                                      |                                           | クレジットなし                                               |                                                                                     |
| 1953      | 雨に濡れた欲情 Miss Sadie Thompson                               | エドワーズ                                |                                                              |                                                                                     |
| 1953      | 肉の蝋人形 House of Wax                                          | イゴール                                  |                                                              | 清川元夢（テレビ東京版）                                                            |
| 1954      | 土曜日正午に襲え Crime Wave                                      | ベン・ヘイスティングス                    |                                                              |                                                                                     |
| 1954      | 勇者の汚名 Riding Shotgun                                        | ピント                                    |                                                              |                                                                                     |
| 1954      | アパッチ Apache                                                  | ホンドー                                  |                                                              | 日高晤郎（TBA）                                                                     |
| 1954      | 太鼓の響き Drum Beat                                             | キャプテン・ジャック                      |                                                              |                                                                                     |
| 1954      | ベラクルス Vera Cruz                                             | ピッツバーグ                              |                                                              | 大塚周夫（テレビ朝日版）                                                            |
| 1955      | 真昼の脱獄 Big House, U.S.A.                                     | ベニー・ケリー                            |                                                              |                                                                                     |
| 1955      | ひとすじの道「心の鎖」 A Chain of Hearts in Cavalcade of America | ジョン                                    |                                                              | 小林修（NHK版）                                                                     |
| 1955      | 攻撃目標零 Target Zero                                           | ヴィンス                                  |                                                              |                                                                                     |
| 1956      | 去り行く男 Jubal                                                 | レブ                                      |                                                              | TBA（TBS版）                                                                        |
| 1957      | 赤い矢 Run of the Arrow                                          | ブルー・バッファロー                      |                                                              | 中庸助                                                                              |
| 1958      | 決闘!ブーツヒル Showdown at Boot Hill                            | ルーク・ウェルシュ                        |                                                              |                                                                                     |
| 1958      | 機関銃ケリー Machine-Gun Kelly                                   | ジョージ・R・ケリー（マシンガン・ケリー） |                                                              |                                                                                     |
| 1958-1960 | カメラマン・コバック Man with a Camera                           | マイク・コバック                          | テレビシリーズ                                               | 佐藤慶                                                                              |
| 1959      | 戦雲 Never So Few                                                | ジョン・ダンフォース                      |                                                              | 青野武                                                                              |
| 1960      | 荒野の七人 The Magnificent Seven                                 | オライリー                                |                                                              | 大塚周夫（新旧NETテレビ版） 東地宏樹（スター・チャンネル版） 大塚明夫（機内上映版） |
| 1961      | 空飛ぶ戦闘艦 Master of the World                                 | ジョン・ストロック                        |                                                              | 大塚周夫（テレビ東京版）                                                            |
| 1961      | 独立騎兵隊 A Thunder of Drums                                    | ハナ                                      |                                                              | 矢田耕司（東京12ch版） 大塚周夫（TBS版）                                            |
| 1961      | 宇宙船X-15号 X-15                                                | リー・ブランドン                          |                                                              |                                                                                     |
| 1962      | 恋のKOパンチ Kid Galahad                                         | ルー                                      |                                                              | 大塚周夫                                                                            |
| 1963      | 大脱走 The Great Escape                                          | ダニー（トンネル・キング）                |                                                              | 大塚周夫（フジテレビ版） 銀河万丈（テレビ東京版）                                   |
| 1963      | テキサスの四人 4 for Texas                                       | マットソン                                |                                                              | 大塚周夫（東京12ch、フジテレビ版）                                                  |
| 1963−1964 | ジェミーの冒険旅行 Travels of Jaimie McPheeters                  | リンク・マードック                        |                                                              | 納谷悟朗                                                                            |
| 1964      | マードックの拳銃 Guns of Diablo                                  | リンク・マードック                        |                                                              | 大塚周夫（テレビ東京版）                                                            |
| 1965      | いそしぎ The Sandpiper                                           | コス・エリクソン                          |                                                              | 大塚周夫（テレビ朝日版）                                                            |
| 1965      | バークレー牧場 The Big Valley                                    | 'Earthquake' テート                       | テレビドラマ                                                 | 森山周一郎                                                                          |
| 1965      | バルジ大作戦 Battle of the Bulge                                 | ウォレンスキー少佐                        |                                                              | 大塚周夫（NET、フジテレビ版）                                                       |
| 1966      | 雨のニューオリンズ This Property Is Condemned                    | J. J.                                     |                                                              | 大塚周夫（日本テレビ版）                                                            |
| 1967      | 逃亡者 The Fugitive                                              | ラルフ・シュイラー                        | テレビドラマ #107 「愛の価格」                               |                                                                                     |
| 1967      | 特攻大作戦 The Dirty Dozen                                       | ジョセフ・T・ウラディスロー               |                                                              | 小林清志（テレビ東京版）                                                            |
| 1968      | サン・セバスチャンの攻防 La bataille de San Sebastian            | Teclo                                     |                                                              | 大塚周夫（テレビ朝日版）                                                            |
| 1968      | 戦うパンチョビラ Villa Rides                                     | ロドルフォ                                |                                                              | 大塚周夫                                                                            |
| 1968      | さらば友よ Adieu l'ami                                           | フランツ                                  |                                                              | 大塚周夫（フジテレビ版） 森川公也（TBS版）                                          |
| 1968      | ウエスタン C'era una volta il West                               | ハモニカ                                  |                                                              | 大塚周夫（日本テレビ、テレビ朝日、ソフト版）                                        |
| 1970      | おませなツインキー Twinky                                        | スコット                                  |                                                              | 大塚周夫（テレビ朝日版）                                                            |
| 1970      | 雨の訪問者 Rider On the Rain                                     | ハリー・ドブス                            |                                                              | 大塚周夫（日本テレビ版） 森山周一郎（TBS版）                                        |
| 1970      | アドベンチャー You Can't Win 'Em All                             | ジョッシュ・コーリー                      |                                                              | 大塚周夫（フジテレビ版）                                                            |
| 1970      | 狼の挽歌 Città violenta                                          | ジェフ                                    |                                                              | 大塚周夫（NET、TBS版）                                                              |
| 1970      | 夜の訪問者 De la part des copains                                |                                           |                                                              | 大塚周夫（日本テレビ版） 瑳川哲朗（TBS版）                                          |
| 1971      | 扉の影に誰かいる Quelqu'un derrière la porte                     | 記憶喪失の男                              |                                                              | 森山周一郎                                                                          |
| 1971      | レッド・サン Soleil rouge                                        | リンク・スチュワート                      |                                                              | 森山周一郎（TBS版） 大塚周夫（テレビ東京版）                                        |
| 1972      | バラキ The Valachi Papers                                        | ジョー・バラキ                            |                                                              | 大塚周夫（テレビ朝日、テレビ東京版）                                                |
| 1972      | 大砂塵の男 The Bull of the West                                  | ベン・ジャスティン                        | テレビドラマ「バージニアン」のブロンソンのゲスト回の再編集版 |                                                                                     |
| 1972      | メカニック The Mechanic                                          | アーサー・ビショップ                      |                                                              | 森山周一郎（TBS版）                                                                 |
| 1972      | チャトズ・ランド Chato's Land                                    | チャト                                    |                                                              | 森山周一郎（TBA） 蟹江栄司（TBS版）                                                 |
| 1974      | シンジケート The Stone Killer                                    | ルー                                      |                                                              | 大塚周夫（新旧テレビ朝日版）                                                        |
| 1974      | さらばバルデス Valdez, il mezzosangue                            | バルデス                                  |                                                              | 大塚周夫（テレビ朝日版）                                                            |
| 1974      | マジェスティック Mr. Majestyk                                    | ヴィンス・マジェスティック                |                                                              | 森山周一郎                                                                          |
| 1974      | 狼よさらば Death Wish                                            | ポール・カージー                          |                                                              | 大塚周夫（テレビ朝日版）                                                            |
| 1975      | ブレイクアウト Breakout                                          | ニック・コルトン                          |                                                              | 大塚周夫（テレビ朝日版）                                                            |
| 1975      | ストリートファイター Hard Times                                  | チェイニー                                |                                                              | 大塚周夫（テレビ朝日版）                                                            |
| 1975      | 軍用列車 Breakheart Pass                                         | ディーキン                                |                                                              | 森山周一郎（TBS版） 大塚周夫（ソフト版）                                            |
| 1976      | セント・アイブス St. Ives                                        | レイモンド・セント・アイブス              |                                                              | 大塚周夫（フジテレビ、テレビ朝日版）                                                |
| 1976      | 正午から3時まで From Noon till Three                             | グラハム                                  |                                                              | 森山周一郎（TBS版）                                                                 |
| 1976      | 特攻サンダーボルト作戦 Raid on Entebbe                           | ダン・ショムロン                          | テレビ映画                                                   | 大塚周夫（フジテレビ版）                                                            |
| 1977      | ホワイト・バッファロー The White Buffalo                         | ワイルド・ビル・ヒコック                  |                                                              | 森山周一郎（TBS版）                                                                 |
| 1977      | テレフォン Telefon                                               | グリゴリ・ボルゾフ少佐                    |                                                              | 大塚周夫（フジテレビ版）                                                            |
| 1978      | チャールズ・ブロンソン/愛と銃弾 Love and Bullets                 | チャーリー                                | テレビタイトル『殺人のはらわた』                             | 森山周一郎（TBS版）                                                                 |
| 1979      | 太陽のエトランゼ Caboblanco                                      | ギフォード                                | DVDタイトル『灼熱のカボ・ブランコ／狼たちの野望』            |                                                                                     |
| 1980      | ボーダーライン Borderline                                        | ジェブ・メイナード                        | テレビタイトル『マッドギャリソン』                           | 大塚周夫（テレビ東京版）                                                            |
| 1981      | デス・ハント Death Hunt                                          | アルバート・ジョンソン                    |                                                              | 小川真司（フジテレビ版）                                                            |
| 1982      | ロサンゼルス Death Wish II                                       | ポール・カージー                          |                                                              | 大塚周夫（日本テレビ、テレビ朝日版）                                                |
| 1983      | 殺人鬼 10 To Midnight                                            | レオ                                      | 日本劇場未公開 テレビタイトル『真夜中の野獣刑事』            | 大塚周夫（テレビ朝日版）                                                            |
| 1984      | 地獄で眠れ The Evil That Men Do                                  | ホランド／バート・スミス                  |                                                              | 大塚周夫                                                                            |
| 1985      | スーパー・マグナム Death Wish 3                                  | ポール・カージー                          |                                                              | 大塚周夫（テレビ朝日版） 磯部勉（ブロードメディア・スタジオ版）                     |
| 1986      | 必殺マグナム Murphy's Law                                        | ジャック・マーフィー                      |                                                              | 大塚周夫（フジテレビ版）                                                            |
| 1986      | アクト・オブ・ベンジェンス Act of Vengeance                      | ジョセフ（ジョック）                      | テレビ映画                                                   |                                                                                     |
| 1986      | トップレディを殺せ Assassination                                 | ジェイ                                    |                                                              | 阪脩                                                                                |
| 1987      | バトルガンM‐16 Death Wish 4: The Crackdown                       | ポール・カージー                          |                                                              | 大塚周夫（テレビ朝日版）                                                            |
| 1988      | メッセンジャー・オブ・デス Messenger of Death                    | ギャレット・スミス                        |                                                              | 大塚周夫（テレビ朝日版）                                                            |
| 1989      | 禁じ手 Kinjite: Forbidden Subjects                               | クロウ警部補                              |                                                              |                                                                                     |
| 1991      | インディアン・ランナー The Indian Runner                         | ロバーツ氏                                |                                                              |                                                                                     |
| 1992      | シー・ウルフ The Sea Wolf                                        | ウルフ・ラーセン                          | テレビ映画                                                   |                                                                                     |
| 1993      | サイコパス/9本指の死体 Donato and Daughter                       | マイク・ドナート                          | テレビ映画                                                   |                                                                                     |
| 1994      | 狼よさらば 地獄のリベンジャー Death Wish V: The Face of Death    | ポール・カージー                          | 別題：『DEATH WISH/キング・オブ・リベンジ』                  | 大塚周夫（テレビ東京版） 稲葉実（テレビ東京版追加収録）                             |
| 1995      | ラスト コップ 血塗られた狼 Family of Cops                        | ポール・フェイン                          | テレビ映画                                                   |                                                                                     |
| 1997      | COP コップ Breach of Faith: A Family of Cops II                  | ポール・フェイン                          | テレビ映画                                                   | 大塚周夫                                                                            |
| 1999      | キング・オブ・コップ Family of Cops III: Under Suspicion         | ポール・フェイン                          | テレビ映画                                                   | 大塚周夫                                                                            |

## 日本語吹き替え
主に担当していたのは、以下の二人である。
大塚周夫
1963年7月1日に放送された『アンタッチャブル』第3シーズン16話『三代の確執』で初担当。1968年にNETテレビ（現：テレビ朝日）の『土曜洋画劇場』でブロンソンの映画が放送される際に起用されて以降、他局も大塚を起用するようになり、その後は専属（フィックス）で担当。吹き替えファンからも「ブロンソンの声優」として認知されている。俳優小劇場を解散し小沢昭一が芸能座を立ち上げたころ、井上ひさし脚本の舞台劇を年間2本で5年間で10本やろうという話になり、1ヶ月稽古で2ヶ月地方公演というスケジュールだったため吹き替えの仕事ができず、その間の持ち役であったブロンソンの吹き替えが森山（後述）の担当となったことに「悔しかった」と当時の思いを語っていた。大塚はインタビューで『実際は森山周一郎くんのほうがしゃべりも声も合ってると思うんです。でも結局ブロンソンもね、ずっとやっているうちに、もっと魅力的にするにはどうしたらいいか？って考えるわけなんです。あの顔をしてて、女の子や動物に対してはすごく柔らかい表情を見せる。アップでグッと掴んで、ガッーっと引いてから（ぼそっと）「水をください」って。彼の芝居をするときは、全部（出す声は）中間音ですよ。間が違うわけ。妙な音でね。それをベタベタに使いましたね。ブロンソン本人以上にね』と述べている。
森山周一郎
『バークレー牧場』にてゲスト出演するブロンソンの吹替を担当したのち、1975年から主にTBSの『月曜ロードショー』でブロンソンの映画が放送される際に起用され、上述の大塚に次いで多くの作品でブロンソンの吹き替えを担当。吹き替えファンからも「ブロンソンのもう一人のフィックス」として認知されている。ブロンソンの吹替について森山は「（大塚に比べて自身は）ブロンソンには合わないだろう」と思ったものの「声帯模写じゃないから、しょせん自分の声で演じるしかない。声をつぶして似せよう」と考え、ブロンソンを演じる際に独特の声を表現するために、タバコと酒で喉を荒らして収録に臨んだと述べていた。TBSでの専属担当だったものの、例外として同局制作の音源で森川公也や瑳川哲朗、蟹江栄司などが担当したこともあったほか『狼の挽歌』では森山の持ち役として有名なテリー・サバラスとブロンソンが共演しているため、TBS版も大塚がブロンソンを担当し、森山はサバラスに回ることになった。この作品のほかにも大塚ブロンソンとの共演作がいくつかある。
このほかにも、納谷悟朗、佐藤慶、小林昭二、生井健夫なども声を当てている。
また周夫の長男である大塚明夫も『荒野の七人』機内上映版でブロンソンの吹替を担当した経験があるが、明夫によると収録中にいないはずの父親から「違うなぁ」という声が聞こえてきたという。

## 参照
1. 1 2  Michael, Pitts (1999). Charles Bronson. McFarland. p. 1. ISBN 0-7864-0601-1
2. ↑  “Charles Bronson Quick facts”. BiggestStars.com. 2012年9月19日閲覧。[リンク切れ]
3. ↑  Aaker, Everet (2006). Encyclopedia of early television crime fighters: all regular cast members in American crime and mystery series, 1948-1959. McFarland. p. 80. ISBN 0-7864-2476-1
4. ↑  Seiler, Andy (2003年9月1日). “Charles Bronson: More than a big-screen vigilante” (英語). USATODAY 2021年8月10日閲覧。
5. ↑  “Charles Bronson, Actor” 2009年4月25日閲覧。
6. ↑  “Hollywood star Bronson dies”. BBC News. (2003年9月1日) 2009年4月25日閲覧。
7. ↑  “Action film star Charles Bronson dead at 81”. USA Today. (2003年8月31日) 2009年4月25日閲覧。
8. ↑  “US movie legend Bronson is dead”. The Scotsman (Edinburgh). (2003年9月1日) 2009年4月21日閲覧。
9. ↑  “Biography for Charles Bronson”. Imdb. 2012年9月19日閲覧。
10. ↑  http://movies.yahoo.co.jp/movie/3422/
11. ↑  “Death Wish, Box Office Information”.  Box Office Mojo. 2020年4月7日閲覧。
12. ↑  Charles Bronson Documentary, Biography Channel.
13. 1 2  朝日新聞be 2005, p. 72
14. 1 2  朝日新聞be 2005, pp. 70–72
15. 1 2  朝日新聞be 2005, p. 70
16. ↑  『大林宣彦の映画談議大全《転校生》読本 ジョン・ウェインも、阪東妻三郎も、… 1980-2008 a movie』角川グループパブリッシング、2008年、422-423頁。ISBN 978-4-04-621169-9。
17. ↑  “サザエさんにも登場したチャールズ・ブロンソン 。  あの磯野波平にも影響を与えるあたりどれだけブロンソンがすごい男なのかおわかり頂けるだろう。”. 2024年11月13日閲覧。
18. ↑  “そういう自分にわたしはなりたい - 国産和牛や厳選のブランド肉の卸専門通販の日光畜産｜店長日記”. www.meat-nikko.co.jp. 2024年11月13日閲覧。 “お古い話でありますが新聞連載のサザエさんで、当時大人気だったチャールズ・ブロンソンの写真を見た波平さんが「こんな醜男がっ！」と驚く話がありました。

最後の四コマ目では波平さん、真似して伸ばした髭をカツオに指摘されて顔を赤らめておりました。”
19. ↑  “2008年02 | SUNTORY SATURDAY WAITING BAR AVANTI - TOKYO FM Podcasting”. www.tfm.co.jp. 2022年1月29日閲覧。
20. ↑  キネマ旬報社「声優事典」より
21. ↑  株式会社ニューライン [@newline_maniacs] (3 November 2022). “11/3はチャールズ・ブロンソンの誕生日😇吹替では大塚周夫、森山周一郎両氏がFIXで、インテリジェントな渋みが魅力の森山吹替入り『メカニック』は好評発売中😄そして野性的な男臭さ溢れる大塚吹替を完全収録(旧ソフトで消去された台詞を復元)した某名作が次期吹替シネマ第2弾で待機しております😊”. X（旧Twitter）より2023年11月21日閲覧.
22. ↑  とり・みき (2004). とり・みきの映画吹替王. 洋泉社. p. 112-125. ISBN 4896918371
23. ↑  大塚周夫（インタビュアー：村上健一）「『続夕陽のガンマン・ブルーレイ』大塚周夫｜インタビュー」『吹替の帝王, 20世紀フォックス ホーム エンターテイメント ジャパン』。オリジナルの2015年2月17日時点におけるアーカイブ。2014年9月19日閲覧。
24. ↑  とり・みき (2004). とり・みきの映画吹替王. 洋泉社. ISBN 4896918371
25. ↑  「SUNTORY SATURDAY WAITING BAR AVANTI Vol.100」『』2008年2月23日。オリジナルの2020年8月2日時点におけるアーカイブ。2025年1月2日閲覧。

## 和書
- 『ブロンソンならこう言うね〜マニア・カルト一生相談〜』：みうらじゅん、田口トモロヲ著、マガジンハウス
- 朝日新聞be編集部（編著）『サザエさんをさがして』朝日新聞社、2005年。ISBN 4-02-250076-X。

## 洋書
- 『Charles Bronson Notebook Journal, Diary』：Lucanus著。ペイパーバック